# إدوارد فالولوتو
إدوارد فالولوتو (بالإنجليزية: Edward Faaloloto؛ مواليد 15 يوليو 1984) هو مُقاتل فنون قتالية مختلطة أمريكي.

## وصلات خارجية
- إدوارد فالولوتو على موقع شيردوغ (الإنجليزية)